# Lionel Crabb

Lionel Crabb

Lionel Kenneth Phillip Crabb (Streatham, Londen, 28 januari 1909 – Portsmouth, 19 april 1956), ook bekend als Buster Crabb, was een Brits kikvorsman bij de Royal Navy en bij de Britse geheime dienst MI6. Hij werd wereldnieuws naar aanleiding van zijn verdwijning in 1956. 

## Levensloop
Lionel Crabb was een zoon van Hugh en Beatrice Crabb. Als jongeman vulde hij veel tijdelijke baantjes, tot hij werd aangemonsterd voor een opleiding aan boord van het schoolschip HMS Conway. Na twee jaar opleiding werd hij opgenomen in de koopvaardij en tegelijk in de reserves van vrijwilligers in de Royal Navy.
Bij het uitbreken van de Tweede Wereldoorlog werd hij eerst artillerist. In 1941 werd hij opgenomen in de Royal Navy. In 1942 was hij in Gibraltar gelegerd, in een ontmijnerseenheid die vijandelijke mijnen wegnam en onschadelijk maakte. Crabb leerde het duiken onder water, zodat hij niet alleen aan land de mijnen maar ook in het water mee de geallieerde schepen kon inspecteren.
De eenheid waar hij toe behoorde had voornamelijk Italiaanse kikvorsmannen als vijand, die in de haven van Gibraltar mijnen kwamen bevestigen onder geallieerde schepen. Op 8 december 1942 kon hij twee Italiaanse kikvorsmannen onschadelijk maken en toen hun lichamen gevonden werden, kon men kennis maken met hun technisch betere uitrusting, die voortaan door de Engelsen werd overgenomen.
Crabb werd als duiker ingezet bij het onderzoek naar de verdachte dood van de Poolse generaal Władysław Sikorski, van wie het vliegtuig was neergestort in 1943 nabij Gibraltar.
Ook in 1943 werd hij de voornaamste officier-duiker voor Noord-Italië en kreeg de opdracht de havens van Livorno en Venetië te ontmijnen. Tegen die tijd werd hij bekend onder de bijnaam Buster, naar analogie met de Amerikaanse acteur en zwemmer Buster Crabbe. 
Na de oorlog en tot in 1947 was Crabb gelegerd in het Palestijns mandaatgebied. Hij leidde er een eenheid die de onderwater explosieven moest onschadelijk maken die er geplaatst werden door Joodse opstandelingen.
Eenmaal terug in het burgerleven, bleef Crabb gebruik maken van zijn ervaring als kikvorsman. Hij begon met het lokaliseren van een Spaans galjoen uit de Spaanse Armada van 1588, bij de kust van het eiland Mull. Vervolgens duidde hij bij Aldermaston een plek aan die geschikt was voor het opslaan van nucleaire afval.
In 1950-1951 werkte Crabb opnieuw voor de Royal Navy en werkte mee in de zoektocht naar gezonken onderzeeërs. 
Begin 1955 onderzocht hij samen met de kikvorsman Sydney Knowles de scheepsromp van een Sovjetkruiser van het Sverdlov-type die de reputatie had een grotere manoeuvreerbaarheid te hebben. De kikvorsmannen stelden vast dat een propeller het verschil maakte en grotere stuwkracht gaf aan de boeg.
In maart 1955 werd Crabb gepensioneerd, maar het jaar daarop werd hij opnieuw gerekruteerd door MI6. Hij was wel niet meer de atletische kikvorsman van weleer, als gevolg van zijn stevige drink- en rookgewoonten, en zijn eerder losbandig leven, maar zijn ervaring werd op prijs gesteld.

## De affaire-Crabb
Het is met de affaire-Crabb dat Lionel Crabb wereldbekend werd, maar tegelijk de dood ontmoette.
In 1956 gaf MI6 hem de opdracht de Sovjtetkruiser Ordzhonikidze te bespioneren. Met deze kruiser waren Nikita Khrushchev en Nikolaj Boelganin in de haven van Portsmouth aangemeerd, aan het begin van een officieel bezoek aan het Verenigd Koninkrijk. Het was opnieuw de propeller die hij moest onderzoeken, omdat men dacht dat hij nieuwe technieken aanwendde die de sovjetschepen sneller en meer manoeuvreerbaar maakten.
Op 19 april 1956 dook Crabb in de haven van Portsmouth en zwom hij richting de Russische kruiser. Hij werd nooit meer levend teruggezien. Tien dagen later brak het schandaal los, ook al trachtte MI6 de spionageopdracht geheim te houden. Admiraal John Inglis, hoofd van de inlichtingendiensten van de Britse Navy, dacht er goed aan te doen mee te delen dat Crabb tijdens activiteiten in Stokes Bay vermist was geraakt. De sovjets riposteerden echter op deze desinformatie dat Crabb op 19 april door de bemanning van de Ordzhonikidze was opgemerkt in de onmiddellijke nabijheid van de kruiser.
De Britse kranten maakten er hoofdartikels over. De Britse eerste minister Anthony Eden was duidelijk onwetend gebleven over de actie en keurde ze af. In volle Koude Oorlog werd het een immens diplomatiek incident, waarbij de Sovjets klaagden dat ze tijdens een goodwillzending werden bespioneerd.
Veertien maanden later, op 9 juni 1957, werd door twee vissers het onthoofde lichaam van een kikvorsman in hun netten gevonden. Het bleek dat van Lionel Crabb te zijn, hoewel volledige zekerheid nooit werd bereikt. 
De spion Harry Houghton schreef in 1972, na zijn gevangenisstraf te hebben uitgezeten, het boek Operation Portland. Hierin vertelde hij dat Crabb onderwater was opgewacht door een zestal sovjet kikvorsmannen. Er ontstond een gevecht, de luchttoevoer was bij Crabb afgesneden en hij werd overmeesterd. Hij werd aan boord van de kruiser gehesen en ondervraagd. Hij bekende wat de reden van zijn aanwezigheid was, maar tijdens de ondervraging overleed hij. Het lichaam werd in het water achtergelaten.
In 1990 gaf Joseph Zwerkin, voormalig lid van de geheime diensten van de Sovjet-zeemacht, die ondertussen naar Israël was verhuisd, een andere verklaring. Volgens hem was Crabb opgemerkt geweest door Sovjetbewakers en was hij onder water door een scherpschutter neergeschoten.
Nog een andere verklaring kwam er op 16 november 2007 vanwege Eduard Koltsov, een voormalig Sovjet-kikvorsman, die Crabb zou betrapt hebben terwijl hij een mijn plaatste onder de Ordzhonikidze en hem de keel zou hebben overgesneden. Dit verhaal werd door een gespecialiseerde Russische journalist erg in twijfel getrokken.
De specialist van het onderzeeduiken Rob Hoole schreef in 2007 dat Crabb waarschijnlijk stierf aan een zuurstofvergiftiging. Zijn leeftijd en zijn belabberde gezondheidstoestand, gevolg van zijn zware drink- en rookgewoonten, hadden hem eigenlijk ongeschikt gemaakt voor de opgedragen zending. De directeur van MI6 Nicholas Elliott hield steeds vol dat Crabb het slachtoffer was geworden hetzij van ontregelingen in zijn uitrusting, hetzij van een plots verslechterde gezondheidstoestand.

## Privé
In 1952 trouwde Crabb met Margaret Elaine Player, dochter van Henry Charles Brackenbury Williamson en ex-vrouw van Ernest Albert Player. Het huwelijk was niet gelukkig en scheidde al het jaar daarop. Vervolgens werd Pat Rose zijn vriendin.

## Eerbetoon
- George Medal
- OBE, Officer of the Order of the British Empire